# SN 2006ru
SN 2006ru – supernowa typu II odkryta 11 listopada 2006 roku w galaktyce A022950+2305. Jej maksymalna jasność wynosiła 20,05m.